# Museo Nacional de Historia Natural de Angola
El Museo Nacional de Historia Natural de Angola es un museo estatal de historia natural en el centro de Luanda, en el que se conserva y exhibe la flora y fauna de Angola.

## Historia
El museo fue fundado en 1938 con el nombre de Museu de Angola y se encuentra en la fortaleza São Miguel de Luanda. Además de zoología y botánica, hubo exposiciones de etnografía, historia del arte, geología y economía. En el edificio anexo había una biblioteca y el archivo histórico colonial. En 1956 se construyó un nuevo edificio de estilo modernista para la colección de historia natural y el valioso mercado arquitectónico de Kinaxixi, demolido a pesar de  la protesta de Oscar Niemeyer. Después de la independencia de Angola, se le dio su nombre actual en mayo de 1976. En mayo de 2014, el museo se cerró temporalmente por trabajos de renovación y se reabrió en noviembre de 2016.

## Colección

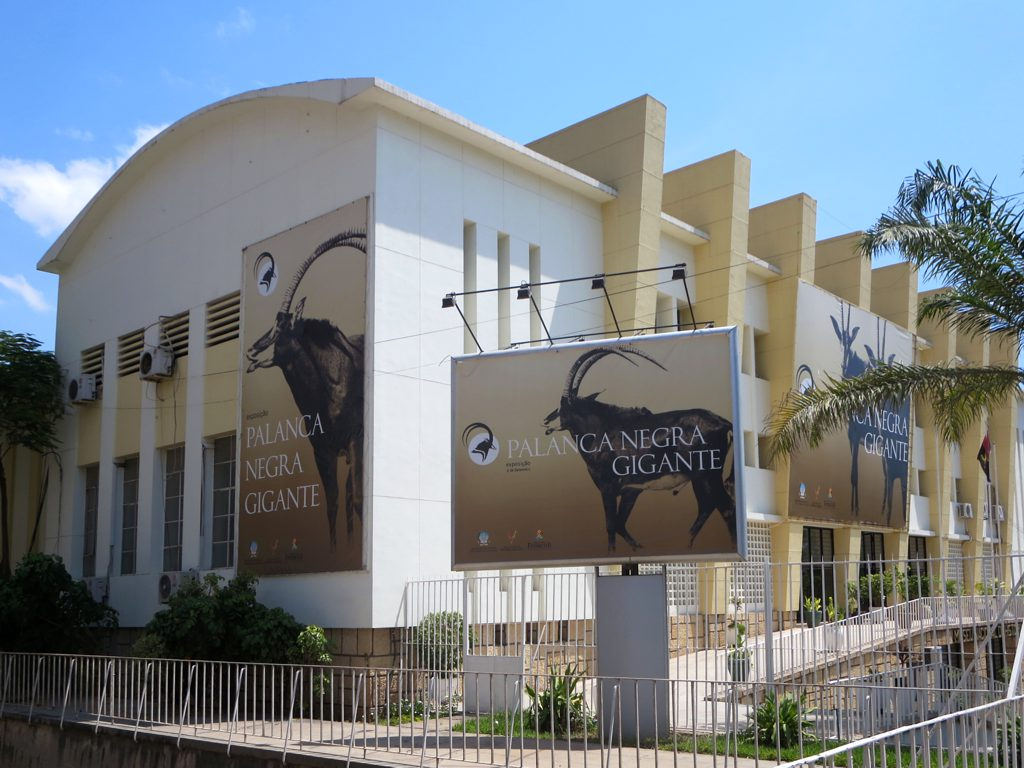
El Museo de Historia Natural de Luanda muestra la flora y la fauna de Angola.

El museo de tres pisos tiene 37 dioramas que representan mamíferos, incluidos mamíferos marinos, reptiles, anfibios y aves. Estos incluyen el antílope sable gigante, el animal heráldico de Angola y un esqueleto de ballena de 15 metros de largo, así como leopardos, hienas manchadas, macacos y anacondas. En otros 11 dioramas, se exhiben peces y otros animales marinos como moluscos y mejillones, incluido el dinero de concha de zimbo, utilizado en el antiguo Reino del Congo . Hay mariposas y otros insectos en un vestíbulo.

## Proyecto
Debido a la colección antigua y limitada, en 2013 se inició un proyecto de expansión, y se le pidió al público que proporcionara al museo animales salvajes de todo tipo, que se encontraran en mal estado de salud o que acabaran de morir. Desde hace algún tiempo, los asistentes científicos del museo y los estudiantes de la Facultad de Ciencias Naturales de la Universidad Agostinho Neto han estado buscando nuevas especies animales para preparar y exhibir.